# Почегай
Почегай — река в России, протекает по территории Сургутского района Ханты-Мансийского автономного округа. Длина реки составляет 19 км.
Начинается в заболоченном лесу. Течёт сначала в западном направлении через урочище Мыккатская Лайда, затем — на юго-запад. Устье реки находится в 1 км по правому берегу протоки Сатваруль реки Большой Юган.
Ширина реки в среднем течении — 12 метров, глубина — 1,6 метра.
Основные притоки — Мыккат (пр), Ворон-Коим (лв), Пурткоим (лв).

## Данные водного реестра
По данным государственного водного реестра России относится к Верхнеобскому бассейновому округу, водохозяйственный участок реки — Обь от города Нефтеюганск до впадения реки Иртыш, речной подбассейн реки — Обь ниже Ваха до впадения Иртыша. Речной бассейн реки — (Верхняя) Обь до впадения Иртыша.
Код объекта в государственном водном реестре — 13011100212115200049042.